# فورغيلتيورن
فورغيلتيورن (بالإنجليزية: Furggeltihorn)‏ هو أحد جبال سلسلة جبال الألب ليبونتيني وجزء من القمة الأم رهينفالدورن يقع في كانتون غراوبوندن، سويسرا. يبلغ ارتفاع الجبل حوالي 3043 متر، بينما يبلغ ارتفاع نتوء الجبل 180 متر.